# Otidea onotica
Otidea onotica (Christian Hendrik Persoon, 1801 ex Leopold Fuckel, 1870), din încrengătura Ascomycota, în familia Pyronemataceae și de genul Otidea, este o specie de ciuperci comestibile, fiind denumită în popor urechea măgarului, ureche de iepure, deseori numai urechiușă. Ea este un saprofit, crescând mai ales în grupuri, dar și solitară. Se dezvoltă în România, Basarabia și Bucovina de Nord în păduri pe sol calcaros, însă preferat pe trunchiuri moarte de rășinoase și de foioase. Timpul apariției este din iunie (câteodată deja din aprilie) până la începutul lui noiembrie.

## Descriere

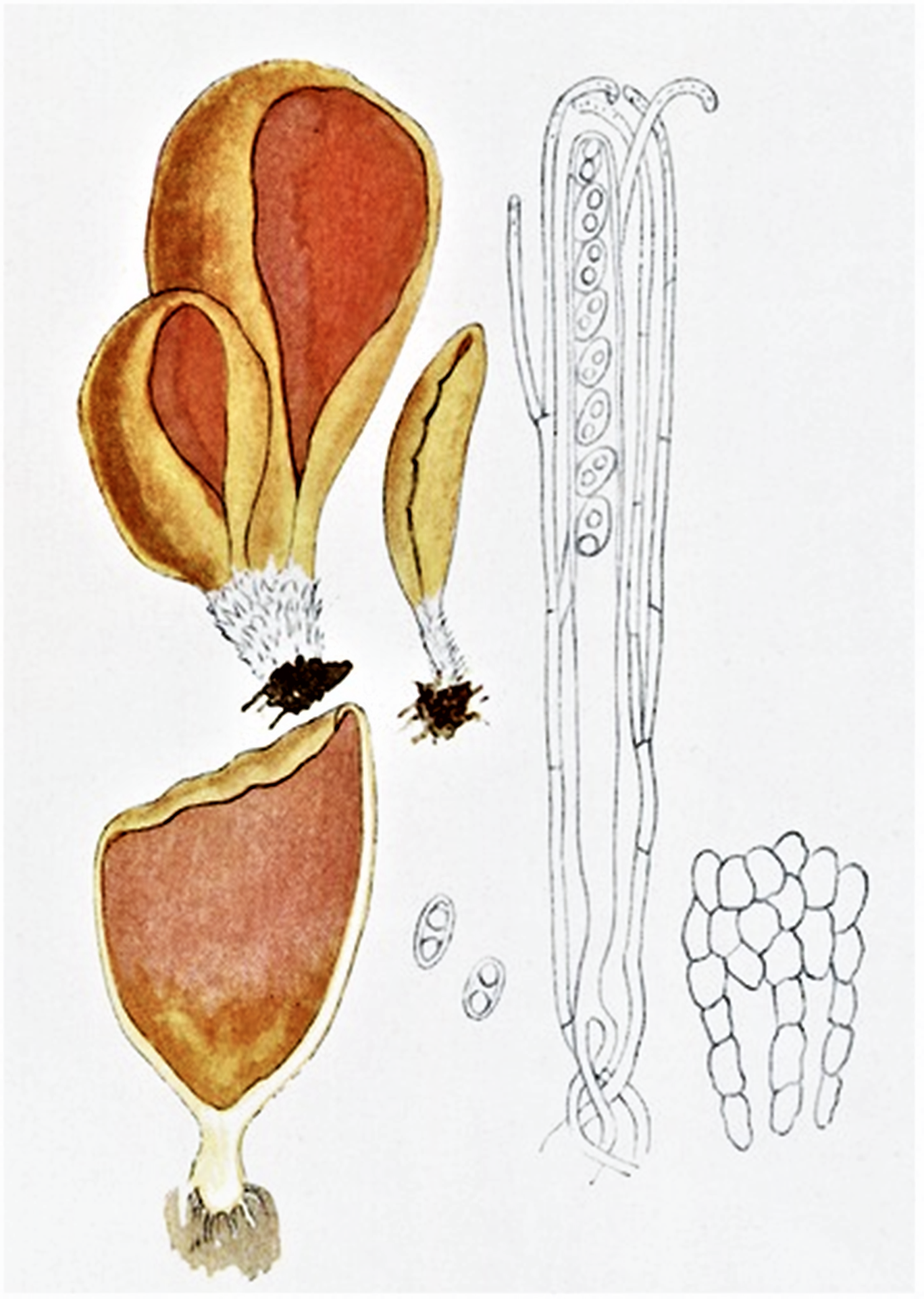
Bres.: Otidea onotica

- Corpul fructifer: are un diametru maximal de 5 cm, o înălțime de 3-7 (10) cm și o grosime de 2-3 mm, este descentrat față de picior cu marginea răsfrântă spre jos, în formă de bol cu o degajare care se trage până la abordarea pediculului, semănând adesea unei urechi de măgar sau iepure. Suprafață inferioară (superioară), cea fertilă (adică cea căptușită cu stratul himenal care va produce sporii) este netedă, de culoare gălbui-portocalie, de multe ori cu tentă de roz, cea sterilă exterioară fiind de colorit ceva mai deschis, ca piele de porc, în tinerețe făinoasă, catifelată, apoi golașă. Câteodată se găsesc exemplare de culoare deschisă, brun-albicioase nuanțate roz, de asemenea, o variație care devine brun-negricioasă, Otidea abietina forma nigra.[8]

- Piciorul: lipsește destul de des. Dacă există, este scurt (1-1,5 cm) și rudimentar, ridat, pâslos la bază, de culoare albicioasă până pal gălbuie cu tonuri rozi.
- Carnea: este gomoasă, dar totuși fragilă și ceroasă, cu un miros slab și plăcut precum un gust dulcișor, după unii ca de migdale.
- Caracteristici microscopice: are spori elipsoidal-fusiformi, hialini (translucizi), fiecare cu două picături de ulei în interior, având o mărime de 12-15 x 6-8 microni. Culoarea pulberii este albă.[5][6][9]

Ascele cilindrice precum la bază atenuat pețiolate măsoară în general 200-240 x 8-10 microni și conțin câte 8 spori fiecare. Parafizele cu 3 µm și mai înalte decât ascele sunt aspre, ramificate, septate și curbat ascuțite. Hifele compuse din 3-4 celule care sunt lunguieț cilindrice au o mărime de 60-80 x 8-12 microni.
- Reacții chimice: Ascele ciupercii nu reacționează cu iod, devenind albastru. Himenul se colorează cu Hidroxid de amoniu galben.[9]

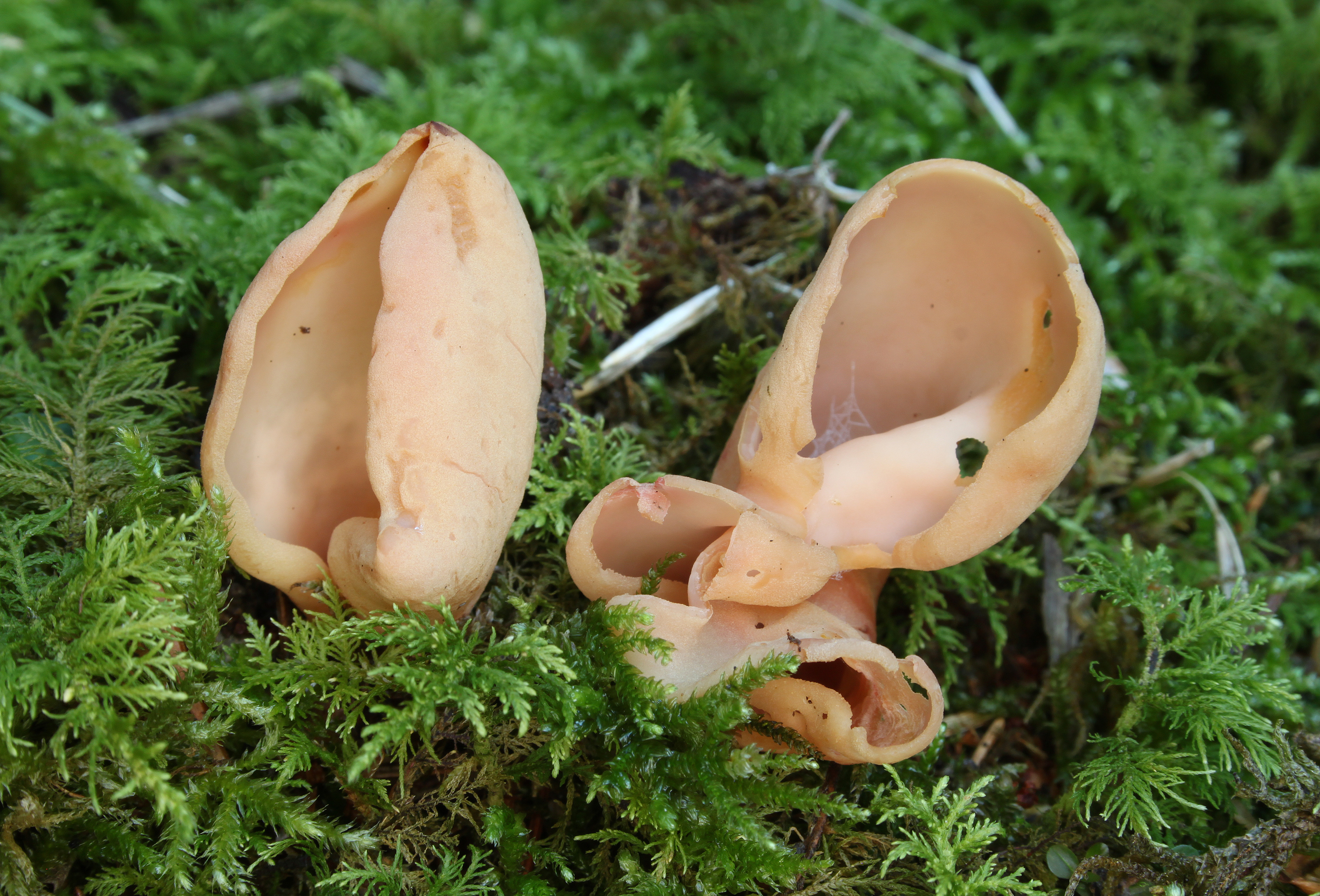
O. onotica de culoare mai deschisă
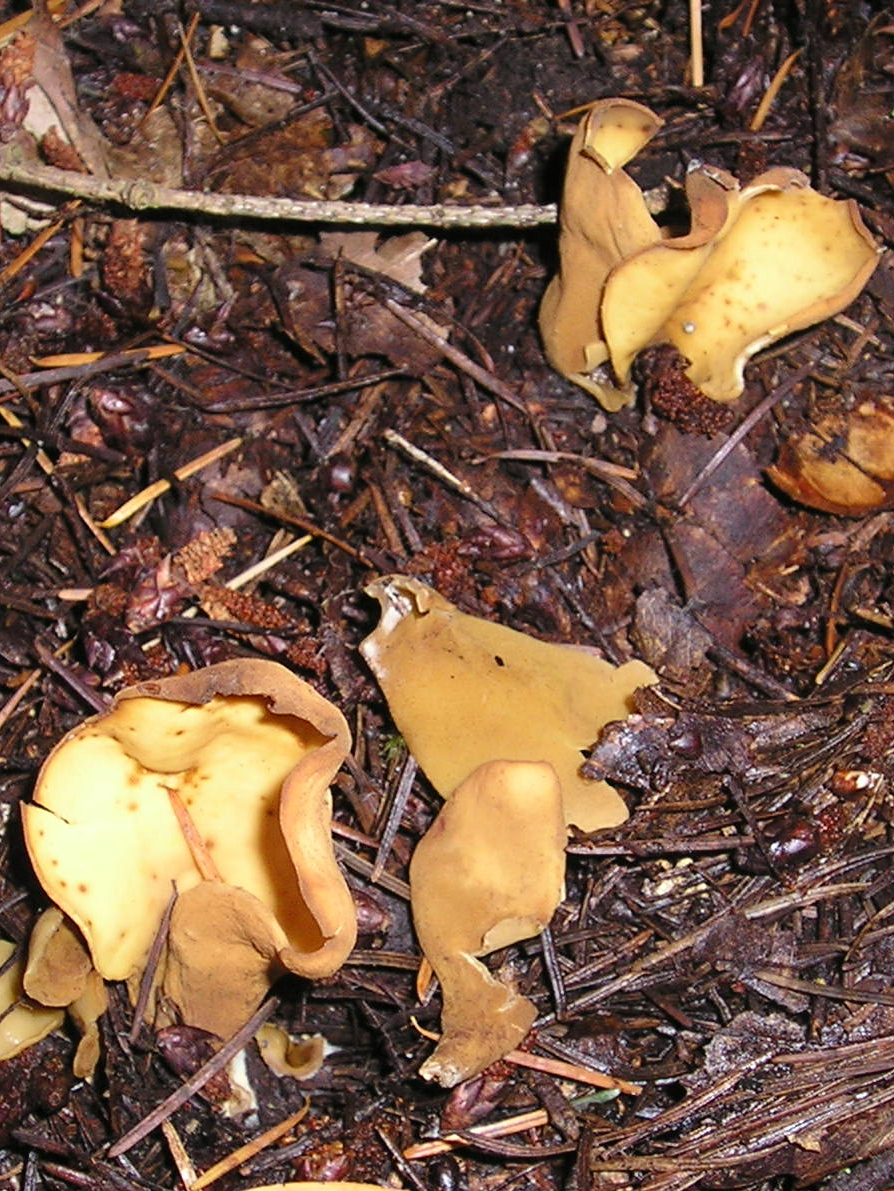
O. onotica bătrâne
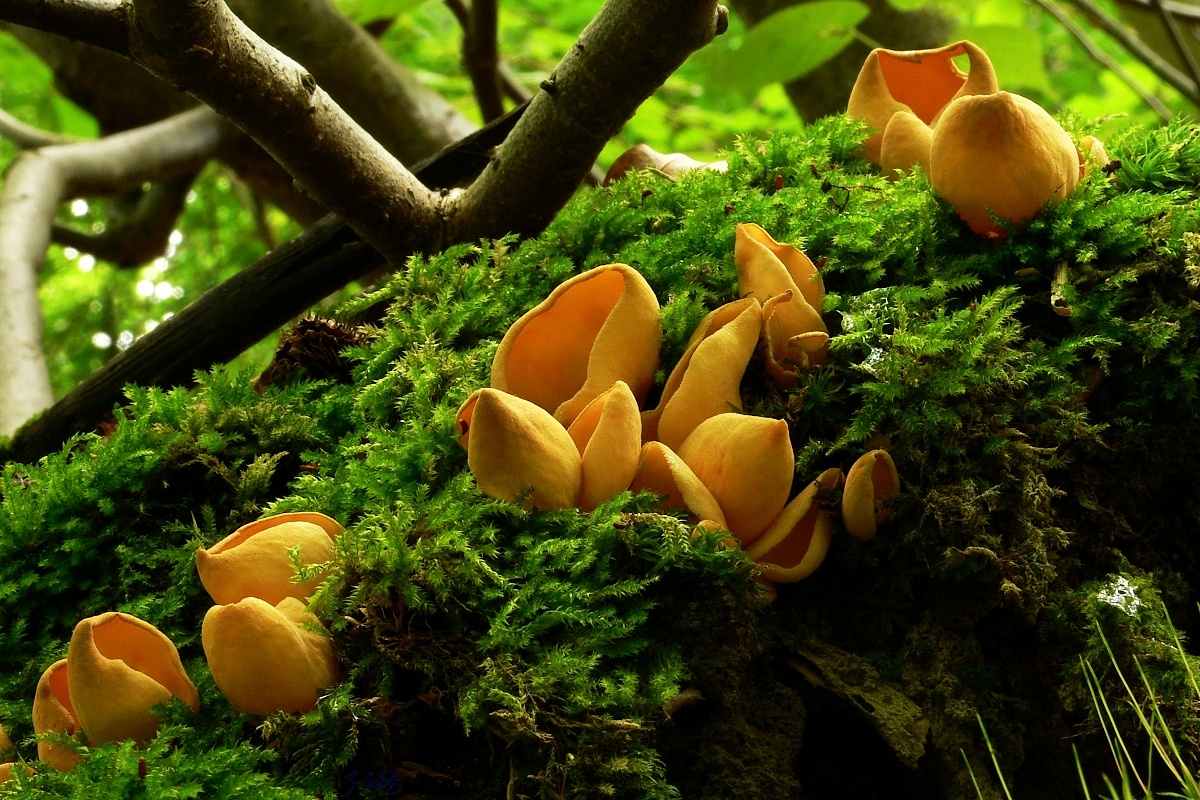
O. onotica, grup

## Confuzii
Otidea onotica poate fi confundată cu mai multe specii de ciuperci neotrăvitoare, ca de exemplu: Caloscypha fulgens (inferioară), Discina ancilis sin. Discina perlata (comestibilă), Gyromitra leucoxantha sin. Discina leucoxantha (comestibilă), Helvella silvicola sin. Wynnella silvicola (necomestibilă), Otidea abietina (inferioară), Otidea alutacea (fără valoare culinară), Otidea auricula (inferioară), Otidea bufonia (fără valoare culinară), Otidea cochleata (inferioară), Otidea concinna (comestibilă), Otidea grandis (inferioară), Otidea leporina (comestibilă), Otidea umbrina (inferioară), Peziza muralis (inferioară) sau Peziza succosa (inferioară).

## Specii asemănătoare

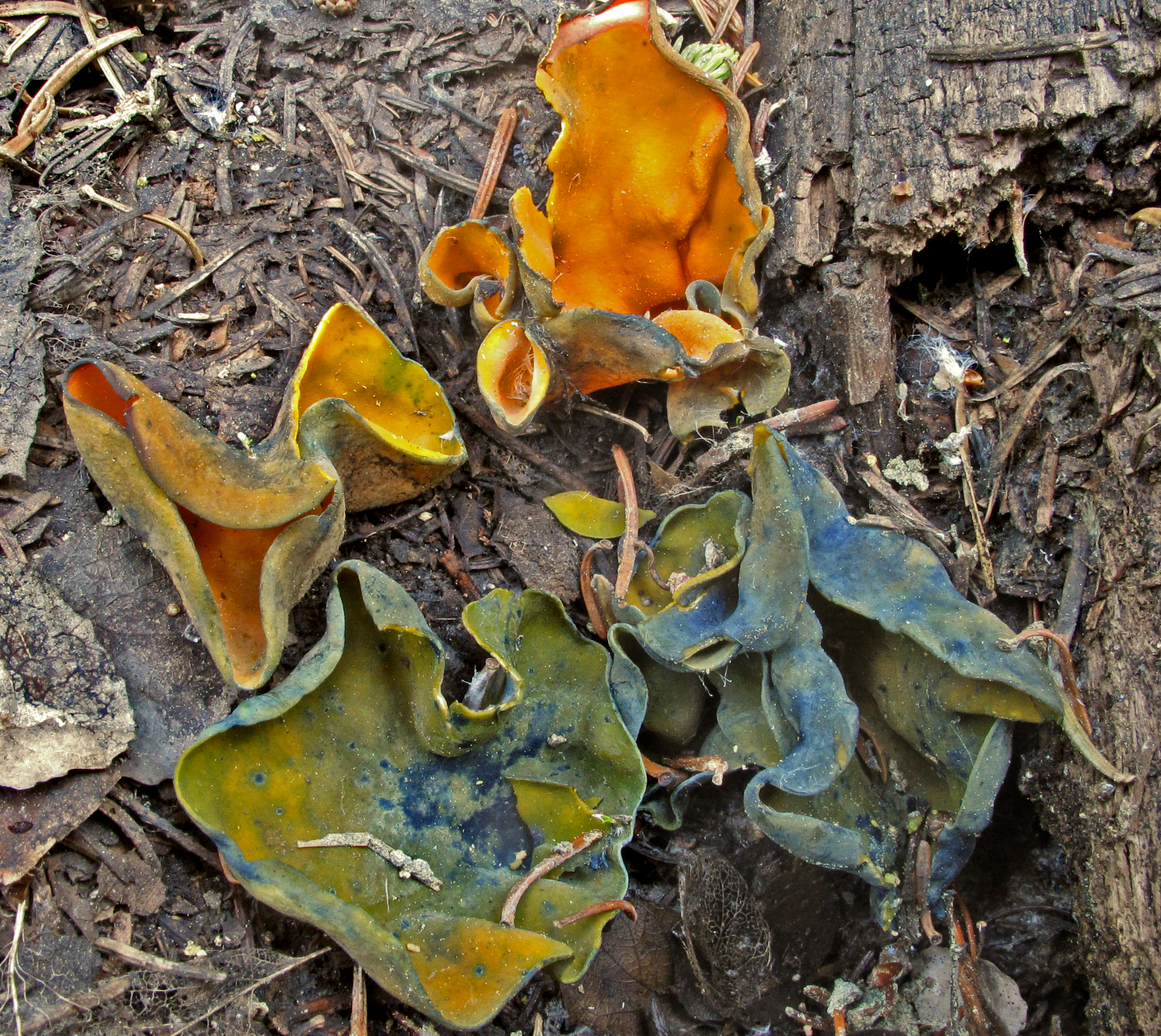
Caloscypha fulgens
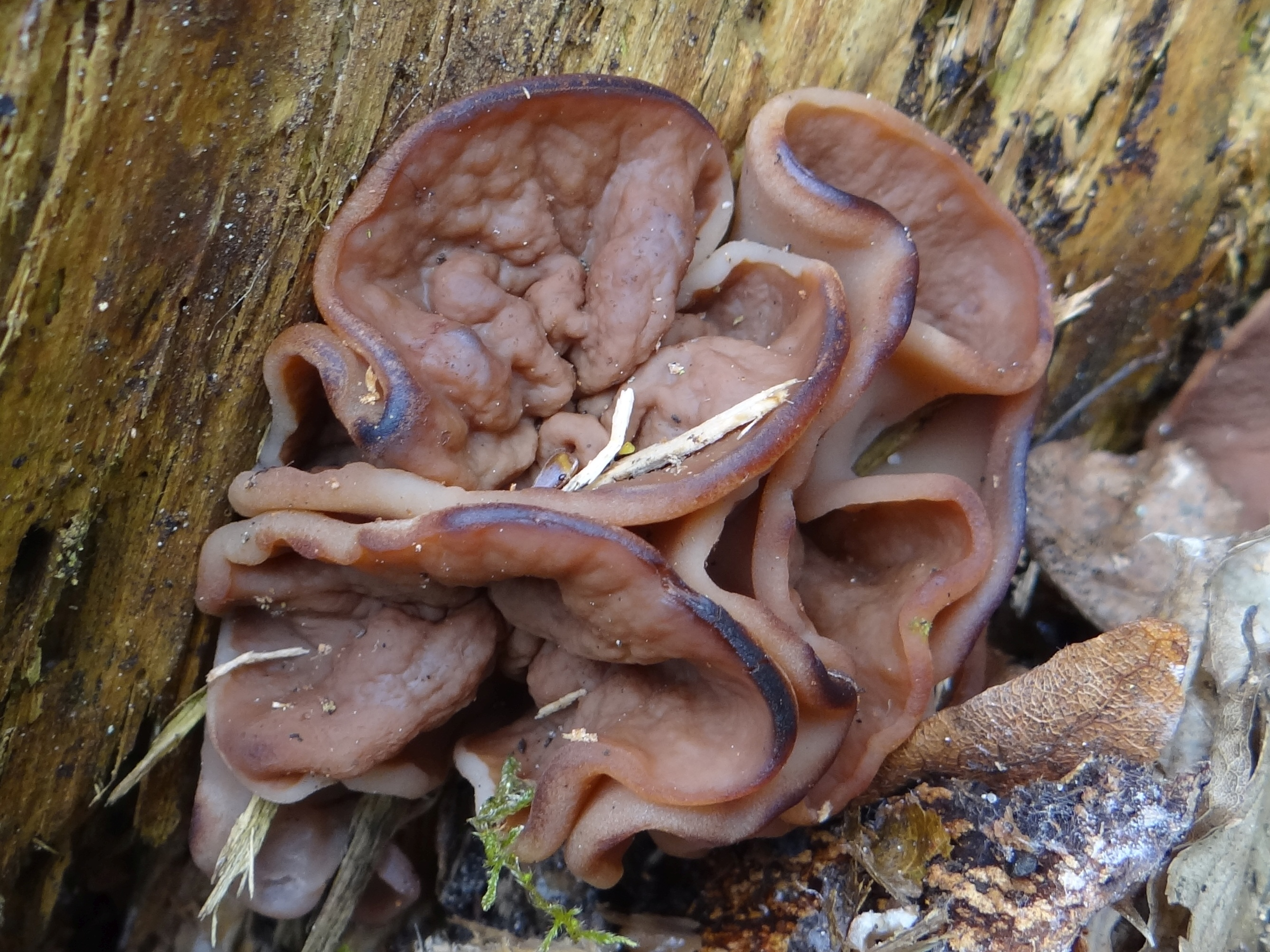
Discina ancilis sin. Discina perlata
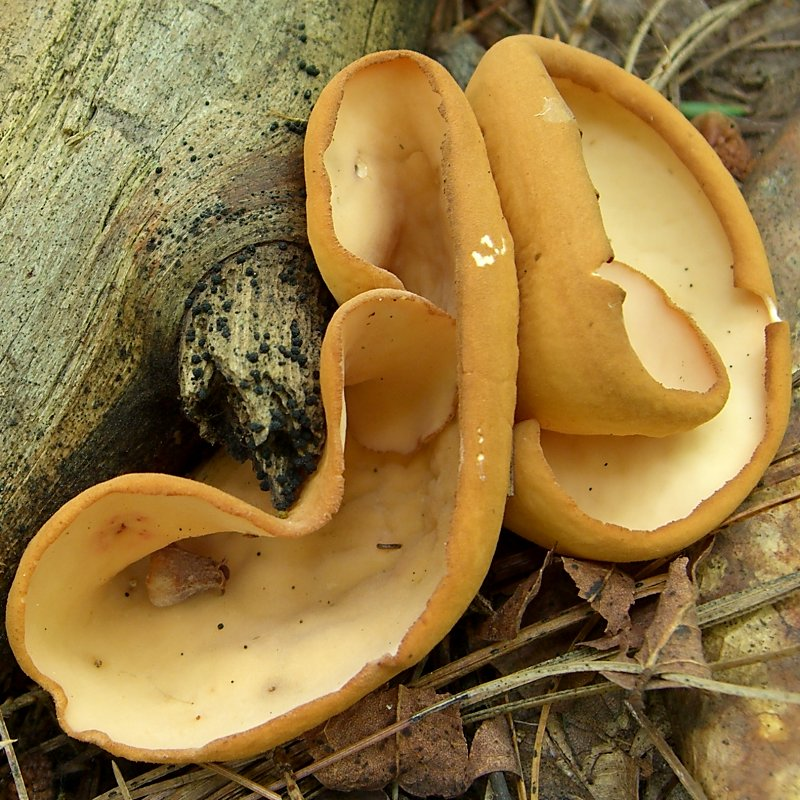
Otidea alutacea
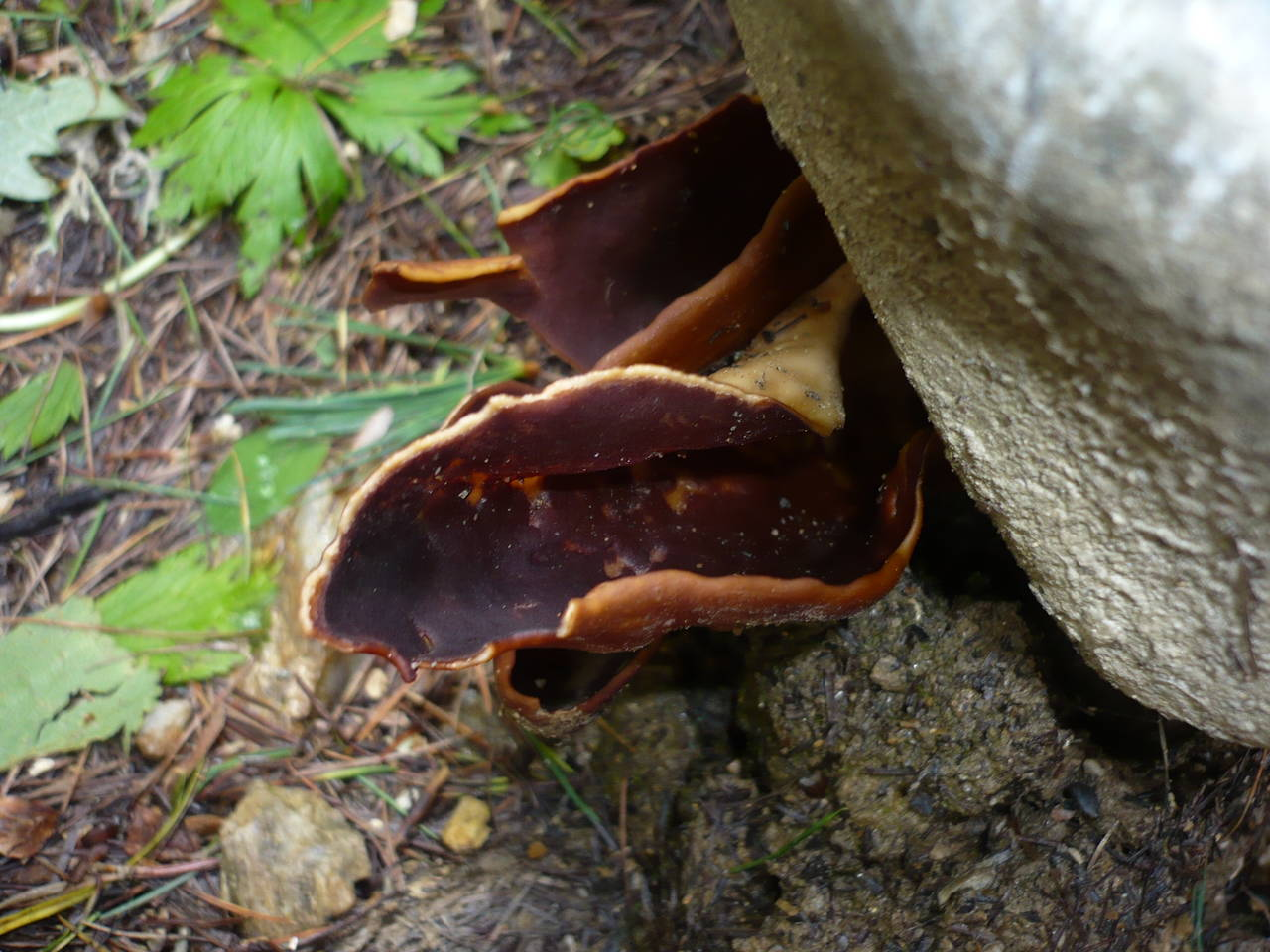
Otidea auricula
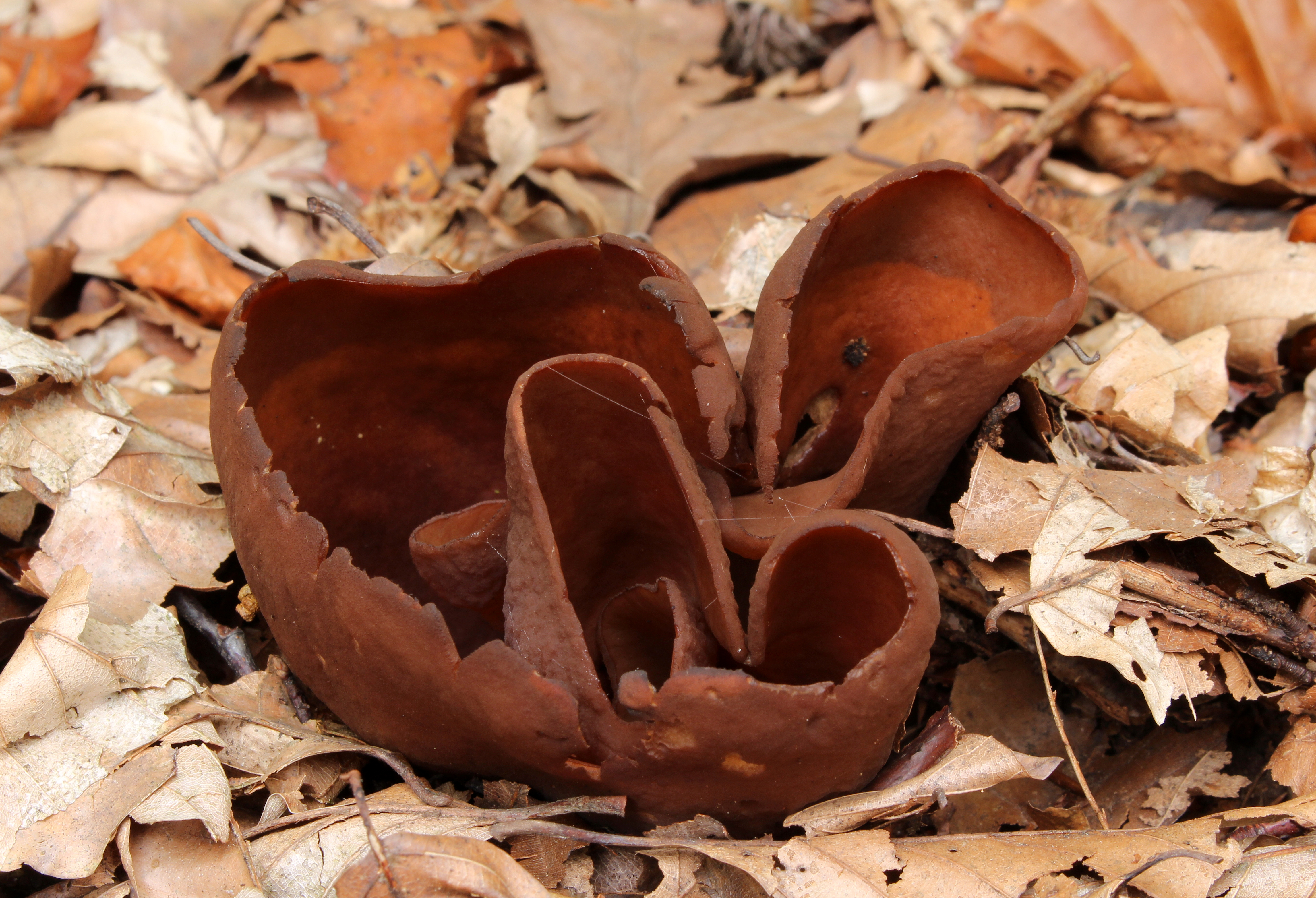
Otidea bufonia
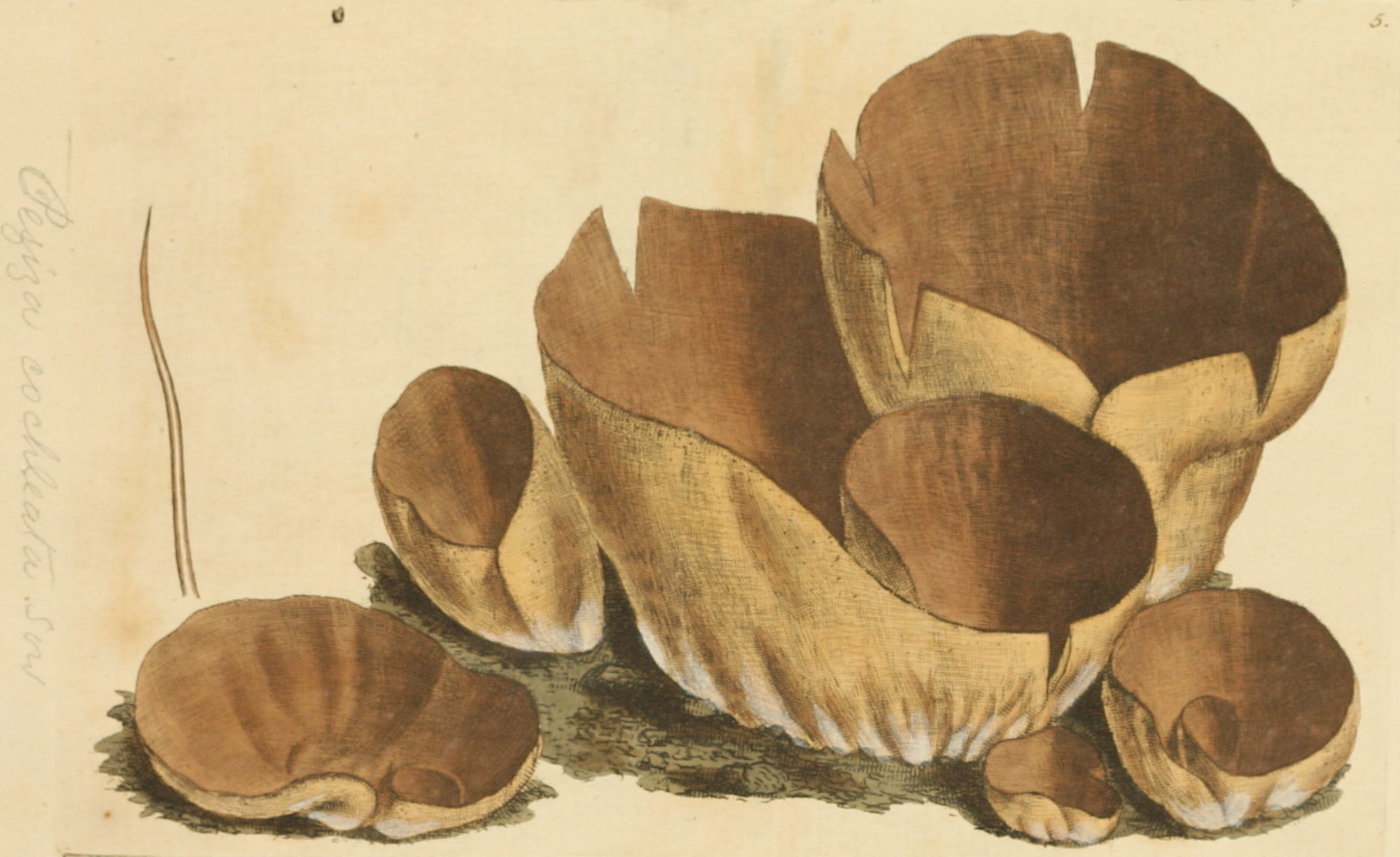
Otidea cochleata
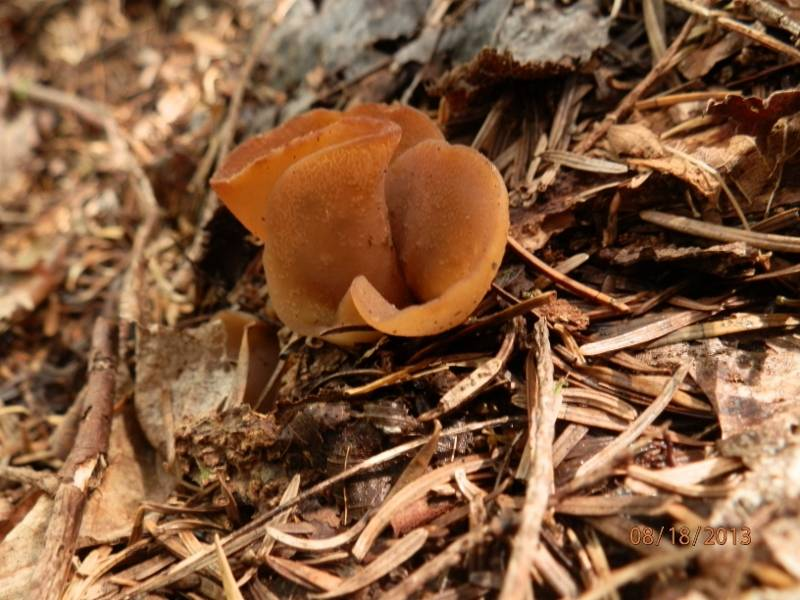
Otidea grandis
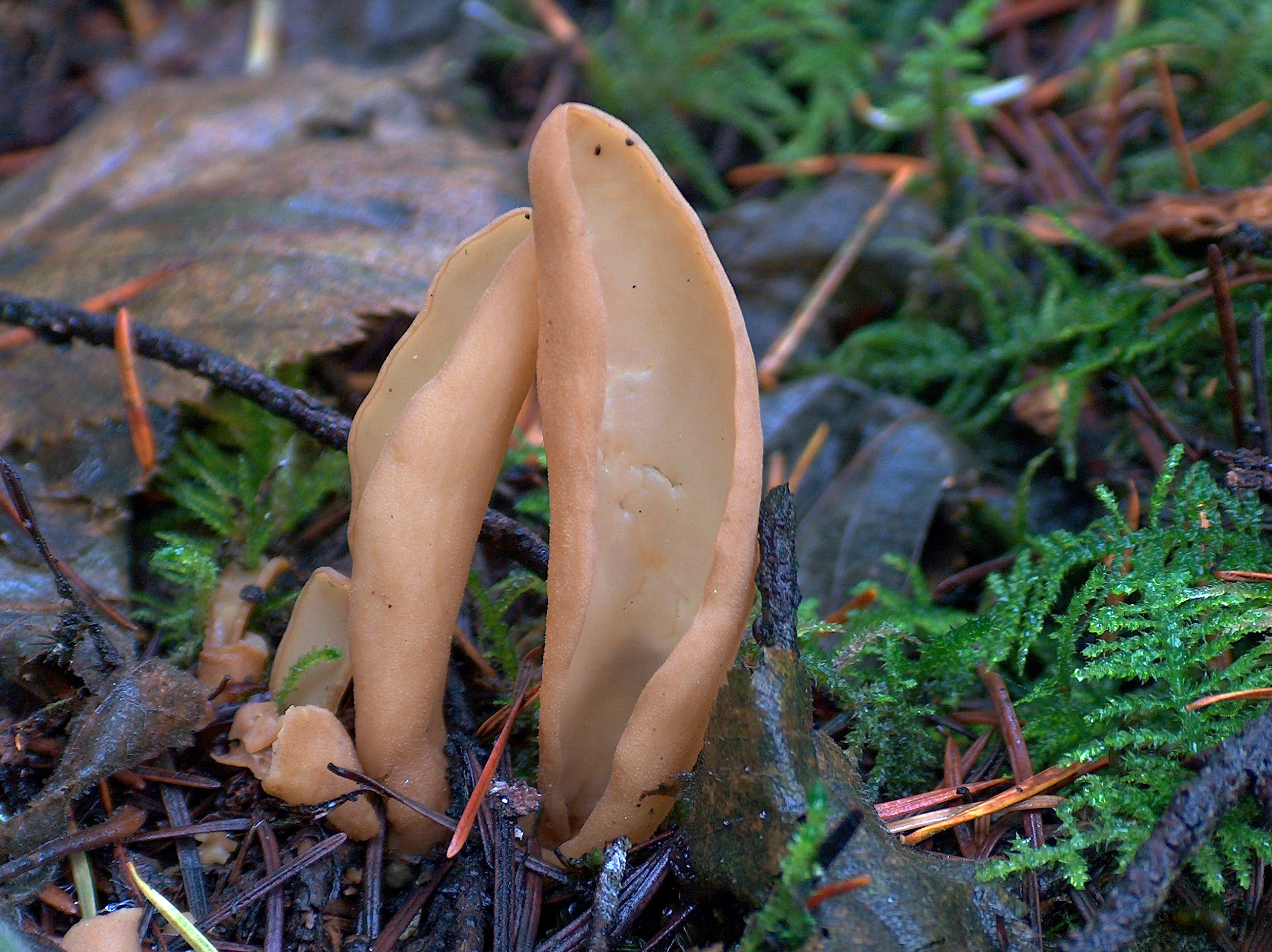
Otidea leporina
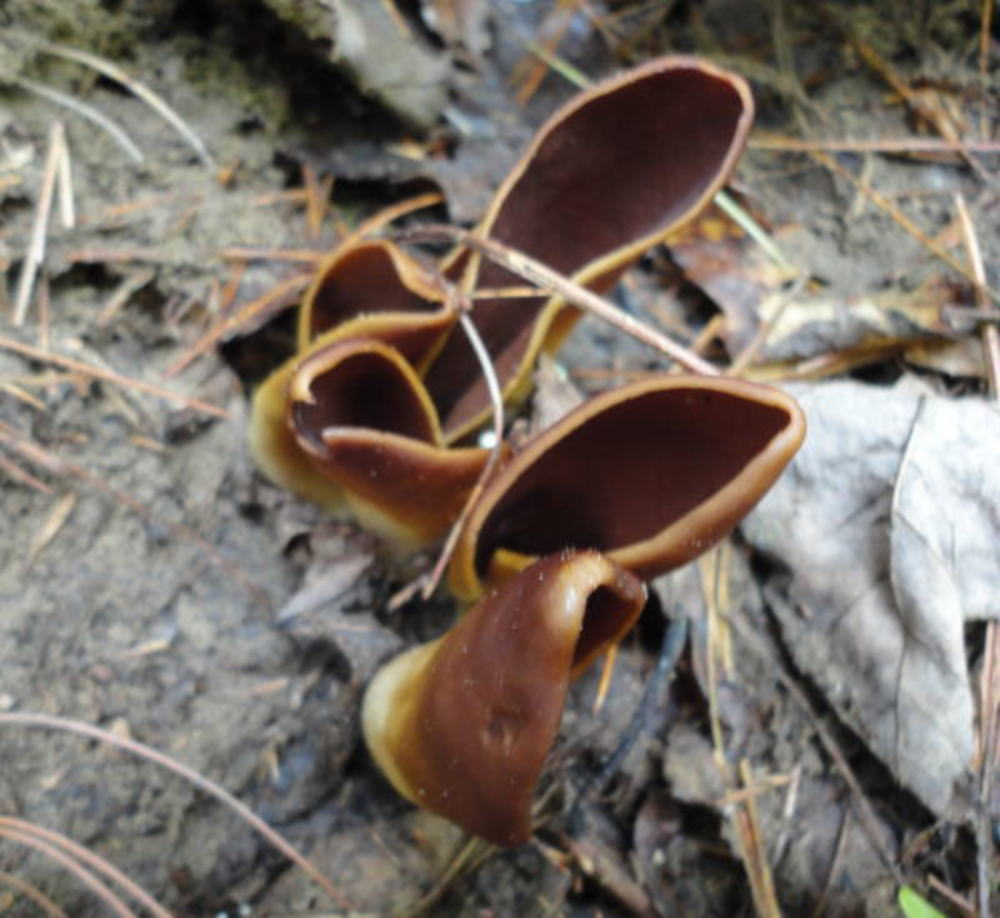
Helvella silvicola
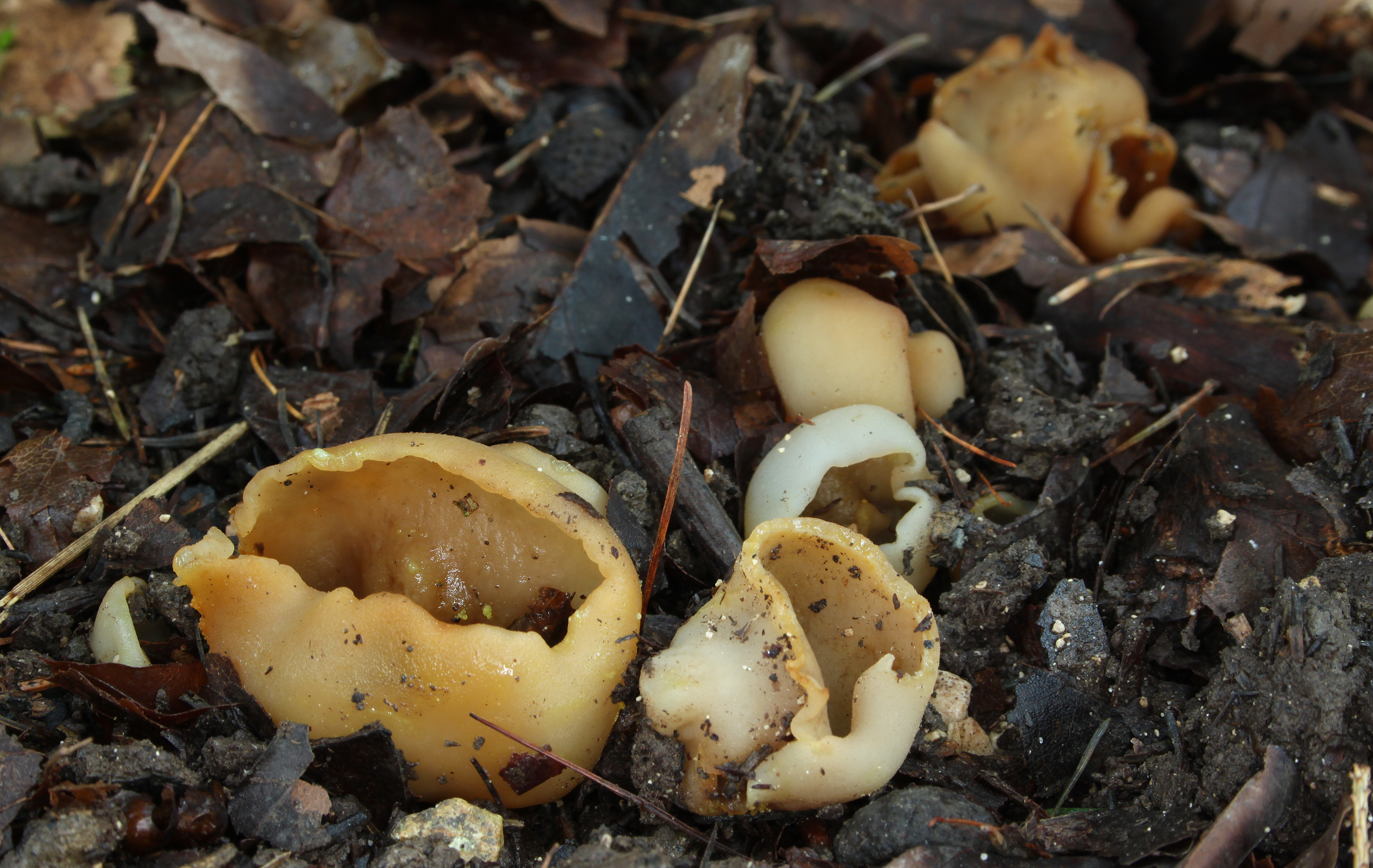
Peziza succosa

## Valorificare
Mai întâi trebuie menționat, că urechea măgarului nu poate fi mâncată crud, pentru că este ușor otrăvitoare în această stare. Valoarea culinară nu atinge în nici un caz calitatea bureților de genul Morchella. Sigur că ea poate fi preparată ca zbârciogii, mai bine însă este adăugarea ei, tăiată mărunt, la celelalte soiuri, de exemplu într-un sos.

## Bibiliografie
- Marcel Bon: “Pareys Buch der Pilze”, Editura Kosmos, Halberstadt 2012, ISBN 978-3-440-13447-4
- Bruno Cetto, vol. 1-3, 5 (vezi sus)
- Rose Marie Dähncke: „1200 Pilze in Farbfotos”, Editura AT Verlag, Aarau 2004, ISBN 3-8289-1619-8
- Ernst Gäumann: „Vergleichende Morphologie der Pilze”, Editura Gustav Fischer, Jena 1926
- Ewald Gerhard: „Der große BLV Pilzführer“ (cu 1200 de specii descrise și 1000 fotografii), Editura BLV Buchverlag GmbH & Co. KG, ediția a 9-a, München 2018, ISBN 978-3-8354-1839-4
- Jean-Louis Lamaison & Jean-Marie Polese: „Der große Pilzatlas“, Editura Tandem Verlag GmbH, Potsdam 2012, ISBN 978-3-8427-0483-1
- J. E. și M. Lange: „BLV Bestimmungsbuch - Pilze”, Editura BLV Verlagsgesellschaft, München, Berna Viena 1977, ISBN 3-405-11568-2
- Gustav Lindau, Eberhard Ulbrich: „Die höheren Pilze, Basidiomycetes, mit Ausschluss der Brand- und Rostpilze”, Editura  J. Springer, Berlin 1928
- Meinhard Michael Moser: „Kleine Kryptogamenflora der Pilze – vol. II a.: „Höhere Phycomyceten und Ascomyceten”, Editura Gustav Fischer, Jena 1963